# Танго (албум на Лили Иванова от 1975)
„Танго“ е студиен албум на Лили Иванова, издаден през 1975 година от „Балкантон“ под каталожен номер ВТА 1810. Разпространен единствено на грамофонна плоча. Хитове от този албум са само „Танго със спомена“ и „Любов“.

#### Първа страна
1. „Танго със спомена“ (текст: Дамян Дамянов, музика и аранжимент: Тончо Русев)
2. „Утеха“ (текст: Павел Матев, музика: Александър Йосифов, аранжимент: Митко Щерев)
3. „Люлка“ (текст: Дамян Дамянов, музика и аранжимент: Тончо Русев)
4. „Реквием“ (текст: Иля Велчев, музика и аранжимент: Митко Щерев)
5. „Размисъл“ (текст: Павел Матев, музика: Александър Йосифов, аранжимент: Митко Щерев)
6. „Не си отивай“ (текст: Иля Велчев, музика и аранжимент: Митко Щерев)

#### Втора страна
1. „Часове“ (текст: Павел Матев, музика: Александър Йосифов, аранжимент: Митко Щерев)
2. „Да има всичко смисъл“ (текст: Надежда Захариева, музика и аранжимент: Тончо Русев)
3. „Към теб“ (текст: Павел Матев, музика: Александър Йосифов, аранжимент: Митко Щерев)
4. „По жицата“ (текст: Георги Бакалов, музика и аранжимент: Тончо Русев)
5. „Прощаване“ (текст: Иля Велчев, музика и аранжимент: Митко Щерев)
6. „Любов“ (текст: Стефан Банков, музика и аранжимент: Митко Щерев)

## Други
Турската певица Сезен Аксу записва кавър на песента „Утеха“ – „Yaşanmamış Yıllar“ („Неизживените години“) през 1976 година.